# Kankakee Gallagher Trojans
Los Kankakee Gallagher Trojans fueron un equipo de baloncesto que jugó una temporada en la National Basketball League (NBL), competición antecesora de la actual NBA, con sede en la ciudad de Kankakee (Illinois). Fue fundado en 1937, y el patrocinador del equipo era Gallagher Asphalt Corporation.

## NBL
El equipo entró en la recién creada NBL en la temporada 1937-38, finalizando sexto en la División Oeste con tres victorias y once derrotas. Al tratarse de una ciudad pequeña, Kankakee Gallagher Trojans desapareció antes del término de la temporada.

### Trayectoria
Nota: G: Partidos ganados P:Partidos perdidos 
| Temporada | Liga | G | P  | %    | Posición | División       | Play-offs                |
| --------- | ---- | - | -- | ---- | -------- | -------------- | ------------------------ |
| 1937-38   | NBL  | 3 | 11 | .214 | 6º       | División Oeste | No finalizó la temporada |